# Heinlaid

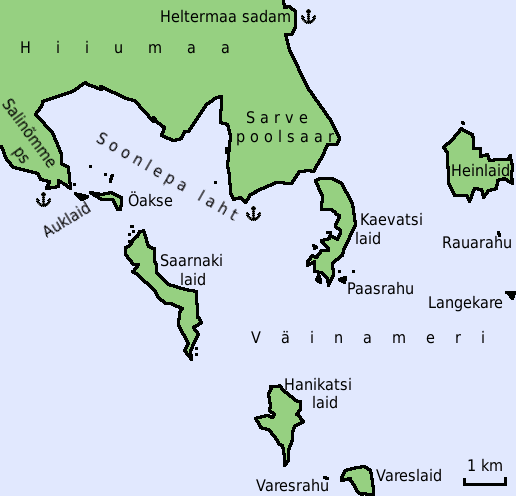
Heinlaid ligger öster om Dagös (Hiiumaa) östra udde Sarve poolsaar.

Heinlaid är en ö utanför Dagö i västra Estland. Den ligger i Pühalepa kommun i Hiiumaa (Dagö), 110 km sydväst om huvudstaden Tallinn. Arean är 1,5 kvadratkilometer.
Terrängen på Heinlaid är mycket platt. Öns högsta punkt är 5 meter över havet. Den sträcker sig 1,7 kilometer i nord-sydlig riktning, och 1,7 kilometer i öst-västlig riktning.
Heinlaid ligger 2,5 km öst om Dagös östligaste udde, Sarve poolsaar. Det är också den östligaste ön  i den ögrupp som ligger i havsområdet Moonsund och som bland annat omfattar Kaevatsi laid, Saarnaki laid, Langekare och Hanikatsi laid.